# Шилхак-Иншушинак
Шилхак-Иншушинак — царь Элама, правил приблизительно в 1150 — 1120 годах до н. э. Младший сын Шутрук-Наххунте I, брат Кутир-Наххунте III. В отличие от своего брата, Шилхак-Иншушинак счёл нужным упомянуть о своей матери и в одной из своих надписей называет себя «сын любимый Пеяк». Наряду со своим отцом Шутрук-Наххунте I и более ранним царём Унташ-Напириша Шилхак-Иншушинак относится к величайшим царям Элама.
Из всех эламских царей Шилхак-Иншушинак оставил наибольшее количество надписей: около 30, и среди них весьма обширные. Хотя многого, даже очень многого, в этих памятниках до конца понять невозможно, всё же в связи с обилием материала кое о чём можно догадаться из контекста.

## Военные походы

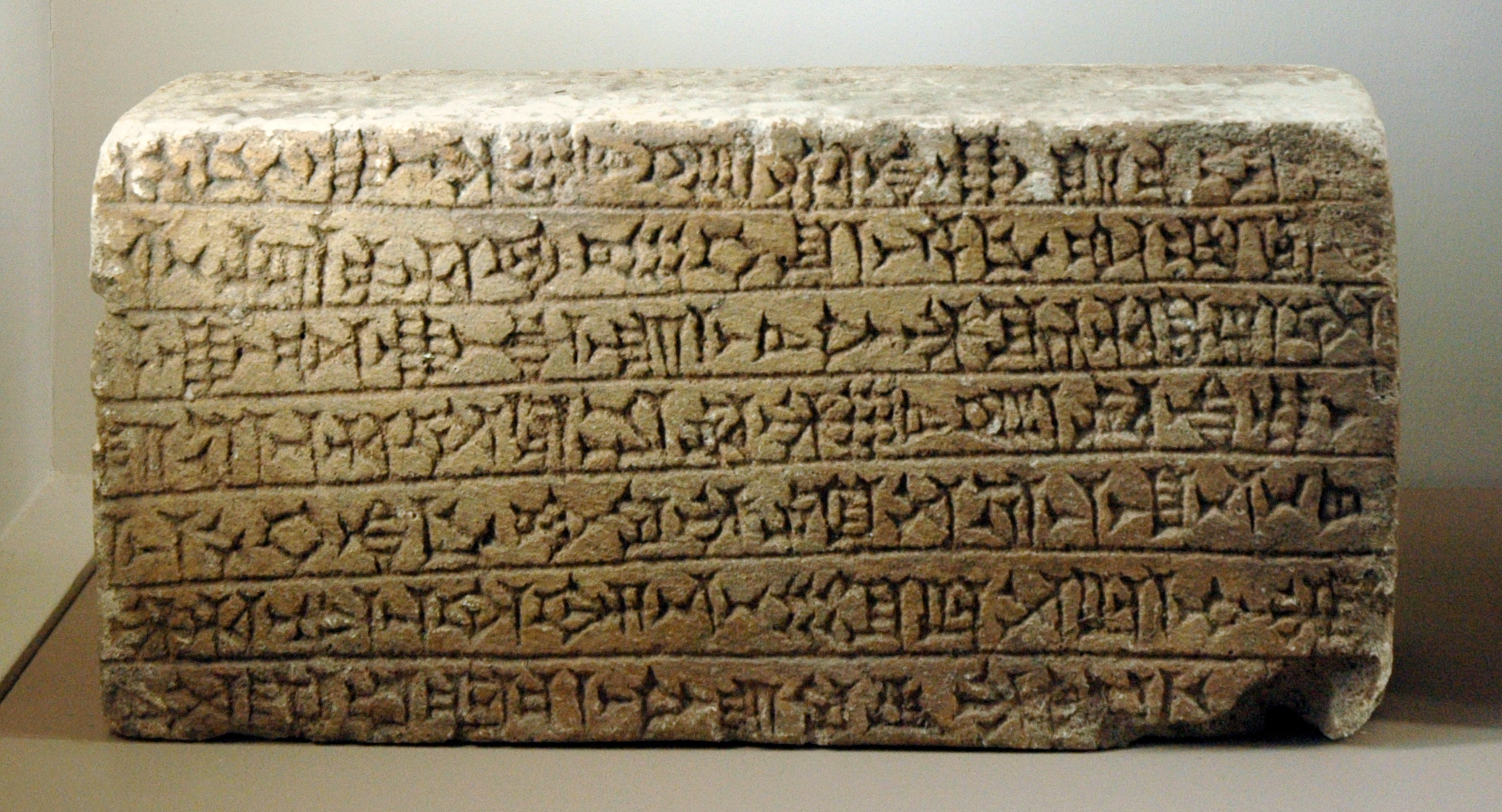
Глиняный кирпич с надписью Шилхак-Иншушинака

Шилхак-Иншушинак продолжил внешнюю политику своих предшественников и осуществлял многочисленные набеги на Двуречье. Хотя в Сузах и были найдены обломки целого ряда стел, учрежденных в честь побед, одержанных Шилхак-Иншушинаком, однако они, к сожалению, не смогли создать связную картину его военных походов. Один из таких памятников хотя и содержал регулярную военную сводку, однако был сильно поврежден и недоступен для понимания. Можно предположить только общую картину военных действий. По-видимому, Шилхак-Иншушинак нападал на Двуречье в большинстве случаев через удобные для вторжения ворота у Дера, а затем продолжал свой марш по направлению к северу. Первой жертвой при этом становилась область реки Диялы, расположенная перед «воротами Азии», на военной дороге из Вавилонии к Иранскому нагорью. Продвигаясь по этой дороге, эламское войско захватило Ялман (ныне Хольван). Как и его отец Шутрук-Наххунте, Шилхак-Иншушинак захватил город Каринташ (ныне Каринд). От стелы, увековечившей эту победу, к сожалению, остались лишь несколько строк, однако и они позволяют сделать предположение о бесчинствах эламских воинов в стране врага. «Все потомки царя Каринташа, его жены, наложницы и родственники были согнаны в одно место и отправлены в ссылку и […]» Можно предположить, что Шилхак-Иншушинак вернулся в Сузиану через Лурестан, после того как он снова включил в эламские владения военную дорогу, так часто становившуюся объектом борьбы.
О жестоких методах войны можно судить из молитвы Шилхак-Иншушинак, увековеченной на камне: «Уничтожь вражеское войско, бог Иншушинак! Растопчи ногами их имена, их род! Сожги их, сдери с них шкуру, изжарь их заживо! Пусть огонь сожжёт наших врагов, пусть их союзники будут повешены на столбах! Сожженных, с содранной шкурой, закованных в кандалы пусть их бросят к моим ногам!»
Другие военные подразделения, достигнув области Диялы, направлялись дальше на север. Эламиты, заняли нагорье Эбех (Джебель-Хамрин), завоевали Магду (сегодняшний Тус-Хурматли). Шилхак-Иншушинак проник уже во владения Ассирии. Завоевав Угар-Салли вблизи реки Нижний Заб, он снова отобрал у ассирийского царя Ашшур-дана I те земли, которые тот в 1160 году до н. э. отнял у Забаба-шум-иддина, предпоследнего касситского царя Вавилонии. Ещё более тяжелый удар постиг Ассирию, когда эламиты заняли также ассирийские города Аррапху (около современного Киркука) и Титурру (современный Алтынкепрю). Некоторые историки считают, что это поражение привело к низложению, а затем и к смерти царя Ашшур-дана I, который после 46-летнего царствования стал стар и слаб. Если это предположение верно, то этот поход Шилхак-Иншушинака имел место в 1133 году до н. э.
Между тем в Вавилонии окрепла II династия Исина, ибо завоевания его предшественников Шутрук-Наххунте и Кутир-Наххунте I не были здесь долговечны. Второй царь этой династии Итти-Мардук-балату, воспользовавшись отвлечением эламских сил на войну с Ассирией, осмелился даже напасть на эламитов с фланга. Шилхак-Иншушинак тут же предпринял против него поход, дошёл до Тигра, где разбил вавилонскую армию и преследовал её на запад до самого Евфрата, где снова одержал победу. По-видимому, это послужило концом правления Итти-Мардук-балату. Есть предположение, основанное на анналах Навуходоносора I, что следующий царь Нинурта-надин-шуми также потерпел поражение от Элама и был захвачен в плен. Однако, проводя эту политику войны, Шилхак-Иншушинак явно подорвал силы Элама. Ибо, когда в лице Навуходоносора I в Вавилонии появился сильный правитель, положение изменилось и Элам быстро пришёл в упадок. Правда произошло это уже после смерти Шилхак-Иншушинака.

## Почитание предков

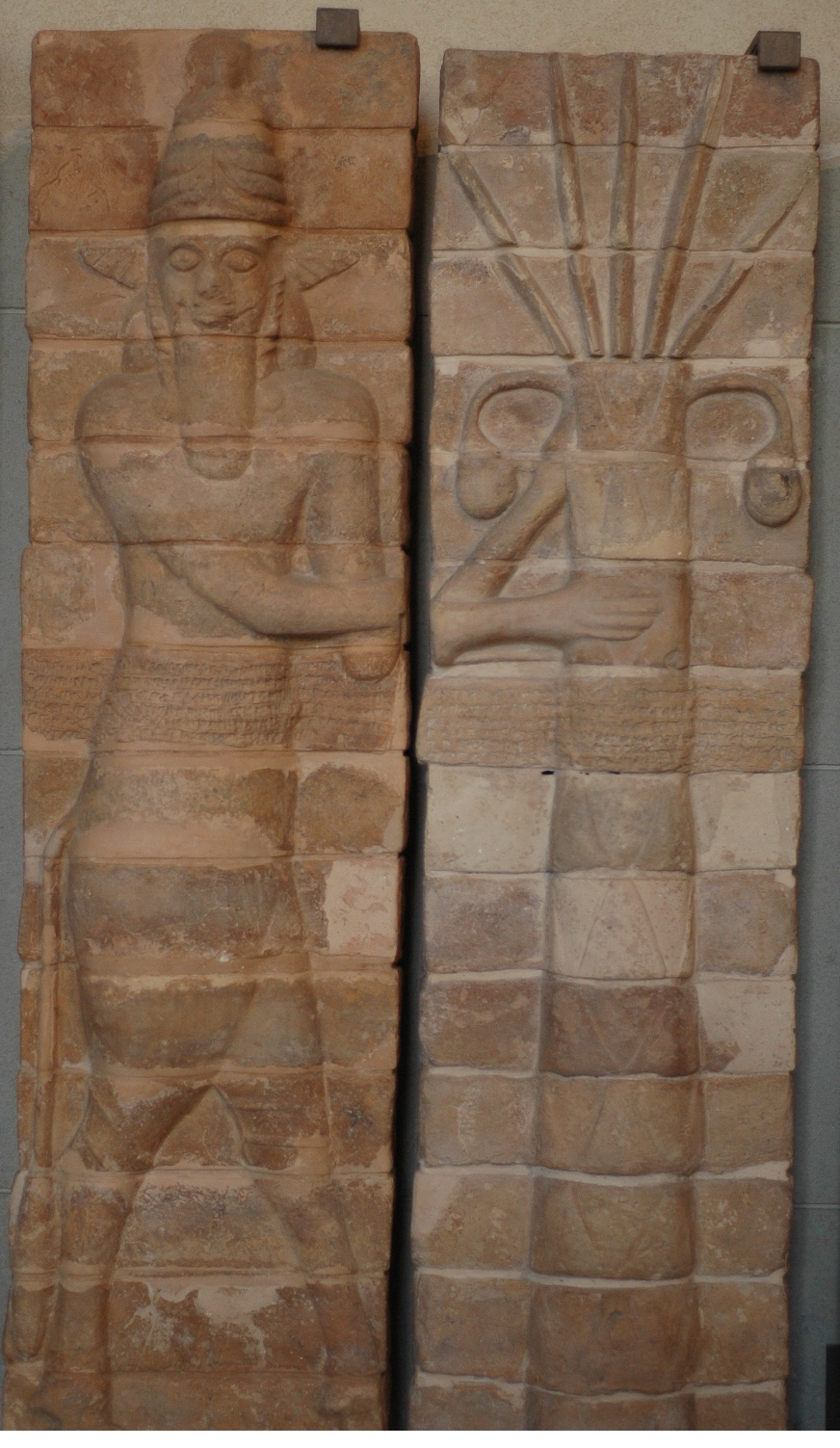
Человекобык, защищающий пальму (середина XII века до н. э.). Найден в телле Ападана в Сузах. Надпись вдоль центральной полосы сообщает, что Шилхак-Иншушинак изготовил кирпичную статую для святыни Иншушинака.

Шилхак-Иншушинак больше привлекает современных историков, как благочестивый отец семейства, чем победоносный полководец. Надписи Шилхак-Иншушинака свидетельствуют об его совершенно особенном почитании своего рода, своих предков и вообще предшествующих царей. Строительная деятельность последних в священном округе в Сузах вызывала с его стороны самые теплые симпатии. Похоже, что ему доставляло истинное удовольствие полностью обновить святыню Иншушинака и сохранить тем самым для потомства ещё не полностью разрушенные надписи своих предков. Историко-архивным наклонностям этого эламского царя историки обязаны, кстати, и царскими списками Среднеэламского периода. Они состоят из многочисленных кирпичей, надписанных именами прежних царей-строителей, к которым Шилхак-Иншушинак распорядился присоединить кирпич со своим именем и снова вделать в храм Иншушинака. Подобные кирпичи сохранились от 14 правителей начиная с Хутран-темпти, предполагаемого победителя Ибби-Суэна царя шумерской III династии Ура, Эпарти и целого ряда других верховных правителей и кончая Хумбан-нуменой I из династии Игехалкидов.
Кроме того, до нас дошел составленный самим Шилхак-Иншушинаком царский список на одной из его больших стел.
Этот список расценивается как плод собственных исследований Шилхак-Иншушинака. Царствующий архивариус и историк, очевидно, ощутил потребность в том, чтобы вписать своё собственное бытие и свои творения в историю Элама в наиболее выгодном для себя свете. Его список включает 16 царей, принимавших участие в строительстве храма Иншушинака до него. Он охватывает царей начиная с Идатту-Иншушинака, сына сестры Хутран-темпти и кончая его собственным старшим братом Кутир-Наххунте III. «Эти прежние цари», говорит Шилхак-Иншушинак, «творили здесь, в святыне Иншушинака. Их надписи не были мною ни уничтожены, ни изменены, а просто обновлены и замурованы в храме Иншушинака».

## Забота о храмах
Шилхак-Иншушинак больше чем любой другой правитель проявил заботу по возведению и сохранению храмов. В одной надписи он не без удовлетворения сообщает, что восстановил в общей сложности 20 «храмов в рощах» для Хумпана, Пиненкир, Лагамар, но главным образом для Иншушинака. Шилхак-Иншушинак особенно почитал Иншушинака. Обращаясь к нему, он говорит с ним не только как царь, но и как человек, который надеется на защиту и утешение своего бога. Поэтому большинство надписей Шилхак-Иншушинака посвящено именно этому божеству, «милостивому господину, давшему мне своё имя».

## Семья
Подобное почитание своих предков и предшественников отражается и в проявлении исключительной заботливости по отношению к своим ближайшим родственникам. В одной из своих надписей царь сообщает, что он велел восстановить храм Иншушинака из обожженного кирпича не только ради собственного блага, но и ради блага тех людей, которых он поименно перечисляет в своём списке.
- Список возглавляет, как и можно было ожидать, царица Наххунте-Уту, вдова его брата Кутир-Наххунте III, на которой он женился после смерти последнего, как того требовала традиция эламского царского дома. Шилхак-Иншушинак называет Наххунте-Уту, чьё имя, возможно, означает «Лоно солнца», своей «любимой супругой». Возможно, что она была его (и Кутир-Наххунте) родной сестрой. Затем следуют по возрасту царевичи и царевны.
  - Хутелутуш-Иншушинак Несмотря на то что он был не сыном Шилхак-Иншушинака, а сыном его старшего брата Кутир-Наххунте. Но, поскольку Хутелутуш-Иншушинак был старшим сыном царицы, он имел преимущественное право первенства в наследовании трона по сравнению с родными сыновьями Шилхак-Иншушинака.
  - Ишникарабдури, дочь
  - Урутук-Элхалаху, дочь
  - Шилхина-хамру-Лагамар, сын. Ему как старшему принадлежало право наследования престола после его старшего сводного брата Хутелутуш-Иншушинака.
  - Кутир-Напириша, сын.
  - Уту-е-хиххи-Пиненкир («Её лоно я посвятил Пиненкир»), дочь
  - Темптитуркаташ, сын
  - Лилаирташ, сын
  - Пар-Ули, дочь. Из девяти царевичей и царевен, фигурирующих в надписи, лишь Пар-Ули была удостоена приписки. Отец, Шилхак-Иншушинак, называет её ласково «моя любимая дочь, моё счастье». Но не только этими названиями любимица Пар-Ули вошла в историю Элама. В Британском музее в Лондоне хранится халцедон размером 4×3×2,8 см, на котором изображён царь, сидящий на троне и держащий в левой руке этот полудрагоценный камень, который он собирается подарить стоящей перед ним маленькой дочке. Пар-Ули протягивает умоляюще обе ручки к своему отцу. Одиннадцатистрочная эламская надпись гласит: «Я, Шилхак-Иншушинак, умноживший богатства страны, присвоил себе этот халцедон в Пуралзише. Я велел нанести на него своё изображение и затем подарил его своей любимой дочери Пар-Ули».

| Шутрукиды                          |                                     |                               |
| Предшественник: Кутир-Наххунте III | царь Элама ок. 1150 — 1120 до н. э. | Преемник: Хутелутуш-Иншушинак |